# Que veinte años no es nada
Que veinte años no es nada es una caja recopilatoria que resume los veinte años de carrera del músico español Carlos Goñi bajo la formación Revólver, publicado en noviembre de 2009.
La caja contiene cuatro discos, dos DVD y un libro. Los dos primeros discos incluyen los grandes éxitos del grupo, el tercer disco incluye 17 temas inéditos entre colaboraciones y rarezas, y el cuarto álbum recoge el concierto que Goñi ofreció en Conde Duque, Madrid, el 21 de julio de 2006. El primer DVD recoge todos los videoclips de su carrera musical; el segundo, un concierto ofrecido en el Club Nokia Beat bajo el epígrafe «Entre amigos».
El recopilatorio alcanzó el puesto 35 en la lista de discos más vendidos de España, elaborada por Promusicae, y se mantuvo durante nueve semanas en lista.

## Lista de canciones
Todas las canciones escritas y compuestas por Carlos Goñi excepto donde se anota. 
| CD1: 1988-1997 |                                |          |  |
| N.º            | Título                         | Duración |  |
| 1.             | «Fuera de lugar»               | 3:34     |  |
| 2.             | «País del Sur»                 | 4:08     |  |
| 3.             | «Si es tan solo amor»          | 4:09     |  |
| 4.             | «El roce de tu piel»           | 5:15     |  |
| 5.             | «Dos por dos»                  | 4:28     |  |
| 6.             | «Tu canción»                   | 2:20     |  |
| 7.             | «Tu noche y la mía»            | 5:03     |  |
| 8.             | «No va más»                    | 3:30     |  |
| 9.             | «Por un beso»                  | 5:09     |  |
| 10.            | «Eldorado»                     | 5:13     |  |
| 11.            | «Lisa y Fran»                  | 4:23     |  |
| 12.            | «Es lo que es, hay lo que hay» | 5:09     |  |
| 13.            | «El mismo hombre»              | 5:19     |  |
| 14.            | «Mi rendición»                 | 4:30     |  |
| 15.            | «Tu lado bueno»                | 5:18     |  |
| 16.            | «Ten fe en mí»                 | 5:33     |  |
| 17.            | «El peligro»                   | 5:30     |  |

| CD2: 2000-2008 |                          |          |  |
| N.º            | Título                   | Duración |  |
| 1.             | «San Francisco»          | 5:33     |  |
| 2.             | «San Pedro»              | 5:20     |  |
| 3.             | «He de salir»            | 5:16     |  |
| 4.             | «Sara»                   | 5:45     |  |
| 5.             | «Rodrigo y Teresa»       | 5:25     |  |
| 6.             | «Eso de saber»           | 4:01     |  |
| 7.             | «Odio»                   | 3:43     |  |
| 8.             | «Petroleros»             | 3:53     |  |
| 9.             | «Donde está el final»    | 5:08     |  |
| 10.            | «Ese viejo rock 'n roll» | 4:23     |  |
| 11.            | «Mestizo»                | 4:35     |  |
| 12.            | «Dime cómo lo hago yo»   | 4:22     |  |
| 13.            | «Duro de llevar»         | 4:39     |  |
| 14.            | «Tiempo pequeño»         | 5:37     |  |
| 15.            | «Clarisa»                | 4:22     |  |
| 16.            | «Y pasa el tiempo»       | 5:12     |  |

| CD 3: Tributos e inéditos |                                                           |                                             |          |  |
| N.º                       | Título                                                    | Escritor(es)                                | Duración |  |
| 1.                        | «Palabras sin nombre» (Tributo a Duncan Dhu)              | Mikel Erentxun                              | 3:31     |  |
| 2.                        | «Todo a pulmón» (Tributo a Miguel Ríos)                   | Alejandro Lerner                            | 4:34     |  |
| 3.                        | «A face in the crowd» (Tributo a Tom Petty)               | Tom Petty, Jeff Lynne                       | 4:01     |  |
| 4.                        | «Esta noche» (Homenaje a 091)                             |                                             | 4:29     |  |
| 5.                        | «La rosa y la cruz» (con Rebeldes)                        |                                             | 4:41     |  |
| 6.                        | «Quiero beber hasta perder el control» (con Los Secretos) | Enrique Urquijo                             | 3:57     |  |
| 7.                        | «Juan Charrasqueando» (Tributo a México)                  |                                             | 4:48     |  |
| 8.                        | «Me vuelvo loco» (tributo a Tequila)                      | Alejo Stivel, Ariel Rot, Julián Infante     | 4:03     |  |
| 9.                        | «Mi segundo amor» (con Chavela Vargas)                    | Miguel Díaz, Miguel González, J. Díaz Mirón | 3:16     |  |
| 10.                       | «Fuimos» (con Mónaco)                                     |                                             | 3:39     |  |
| 11.                       | «Asustando el huracán» (Toma inédita)                     |                                             | 6:01     |  |
| 12.                       | «Tu camino» (Canción inédita)                             |                                             | 4:39     |  |
| 13.                       | «La carretera» (Canción inédita)                          |                                             | 4:11     |  |
| 14.                       | «Lo mejor de lo peor» (Canción inédita)                   |                                             | 4:19     |  |
| 15.                       | «Rosario» (Canción inédita)                               |                                             | 4:37     |  |
| 16.                       | «Santa María» (Bonus track de 21 gramos)                  |                                             | 4:58     |  |
| 17.                       | «Sol de invierno» (Bonus track de 21 gramos)              |                                             | 4:25     |  |

| CD4: Concierto en Conde Duque, Madrid |                                                   |          |  |
| N.º                                   | Título                                            | Duración |  |
| 1.                                    | «Duro de llevar»                                  | 4:05     |  |
| 2.                                    | «Tu y yo»                                         | 5:01     |  |
| 3.                                    | «Sara»                                            | 6:19     |  |
| 4.                                    | «Esperando mi tren»                               | 6:58     |  |
| 5.                                    | «Marineros varados»                               | 5:30     |  |
| 6.                                    | «Es mejor caminar»                                | 4:39     |  |
| 7.                                    | «Tu noche y la mía»                               | 7:10     |  |
| 8.                                    | «Odio»                                            | 6:26     |  |
| 9.                                    | «San Pedro»                                       | 5:59     |  |
| 10.                                   | «Lecho de rosas» (Descarte de Básico 3)           | 4:50     |  |
| 11.                                   | «Rodrigo y Teresa» (Descarte de Básico 3)         | 5:30     |  |
| 12.                                   | «Más por ellos que por mí» (Descarte de Básico 3) | 4:51     |  |
| 13.                                   | «Lo que Ana ve» (Descarte de Básico 3)            | 5:09     |  |

## Posición en listas
| País   | Semanas | Semanas | Semanas | Semanas | Semanas | Semanas | Semanas | Semanas | Semanas |
| País   | 1       | 2       | 3       | 4       | 5       | 6       | 7       | 8       | 9       |
| ------ | ------- | ------- | ------- | ------- | ------- | ------- | ------- | ------- | ------- |
| España | 35      | 47      | 64      | 59      | 55      | 64      | 61      | 58      | 70      |